# Лютцельфлю
Лютцельфлю (нім. Lützelflüh) — громада  в Швейцарії в кантоні Берн, адміністративний округ Емменталь.

## Географія
Громада розташована на відстані близько 19 км на схід від Берна.
Лютцельфлю має площу 26,9 км², з яких на 9,1% дозволяється будівництво (житлове та будівництво доріг), 65,4% використовуються в сільськогосподарських цілях, 24,7% зайнято лісами, 0,8% не є продуктивними (річки, льодовики або гори).

## Демографія
2019 року в громаді мешкало 4197 осіб (+3,4% порівняно з 2010 роком), іноземців було 6,9%. Густота населення становила 156 осіб/км².
За віковим діапазоном населення розподілялося таким чином: 20,1% — особи молодші 20 років, 59,1% — особи у віці 20—64 років, 20,8% — особи у віці 65 років та старші. Було 1837 помешкань (у середньому 2,2 особи в помешканні).
Із загальної кількості 1603 працюючих 333 було зайнятих в первинному секторі, 591 — в обробній промисловості, 679 — в галузі послуг.